# سونیا فرر
سونیا فرر (انگلیسی: Sonia Ferrer؛ زادهٔ ۲۶ سپتامبر ۱۹۷۷) مدل، مجری تلویزیون، روزنامه‌نگار و بازیگر اهل اسپانیا است.
وی سخنگوی کشور اسپانیا هنگام اعلام نتایج مسابقه آواز یوروویژن ۲۰۰۶ بود.
از فیلم‌ها یا مجموعه‌های تلویزیونی که وی در آن‌ها نقش داشته است، می‌توان به امکانش هست؟ و ماه سیاه اشاره نمود.